# Comuna Samarinești, Gorj
Samarinești este o comună în județul Gorj, Oltenia, România, formată din satele Băzăvani, Boca, Duculești, Larga, Samarinești (reședința), Țirioi, Valea Bisericii, Valea Mică și Valea Poienii.

## Demografie
Componența etnică a comunei Samarinești
     Români (94,75%)
     Alte etnii (0%)
     Necunoscută (5,25%)
Componența confesională a comunei Samarinești
     Ortodocși (94,2%)
     Alte religii (0,19%)
     Necunoscută (5,62%)
Conform recensământului efectuat în 2021, populația comunei Samarinești se ridică la 1.620 de locuitori, în scădere față de recensământul anterior din 2011, când fuseseră înregistrați 1.739 de locuitori. Majoritatea locuitorilor sunt români (94,75%), iar pentru 5,25% nu se cunoaște apartenența etnică. Din punct de vedere confesional, majoritatea locuitorilor sunt ortodocși (94,2%), iar pentru 5,62% nu se cunoaște apartenența confesională.

## Politică și administrație
Comuna Samarinești este administrată de un primar și un consiliu local compus din 11 consilieri. Primarul, Iulian Giurgescu[*], de la Partidul Național Liberal, este în funcție din octombrie 2020. Începând cu alegerile locale din 2024, consiliul local are următoarea componență pe partide politice:
|  | Partid                    | Consilieri | Componența Consiliului | Componența Consiliului | Componența Consiliului | Componența Consiliului | Componența Consiliului | Componența Consiliului | Componența Consiliului | Componența Consiliului |
|  | ------------------------- | ---------- | ---------------------- | ---------------------- | ---------------------- | ---------------------- | ---------------------- | ---------------------- | ---------------------- | ---------------------- |
|  | Partidul Național Liberal | 8          |                        |                        |                        |                        |                        |                        |                        |                        |
|  | Partidul Social Democrat  | 3          |                        |                        |                        |                        |                        |                        |                        |                        |

## Vezi și
- Biserica de lemn din Larga, Gorj
- Biserica de lemn din Băzăvani
- Cula I.C. Davani